# Гольдштаб, Семён Леонтьевич
Семён Леонтьевич Гольдштаб (19 декабря 1906; Юзовка — 20 апреля 1971, (Киров)) — советский актёр театра и кино, первый исполнитель роли И. В. Сталина в советском кино.

## Биография
Исполнитель роли И. В. Сталина в четырёх фильмах. В 1940-х годах работал в Кировском драматическом театре. Считался там признанным исполнителем роли Сталина в спектакле «Кремлёвские куранты». После смерти Сталина художественные фильмы, в которых «вождь и учитель» был одним из персонажей, подвергались исправлению. В таких «восстановленных» версиях (или «новых редакциях») сцены со Сталиным были удалены.
Похоронен на Головинском кладбище.

## Семья
Дочь — Ванда Семёновна (род. 28 января 1935 года).

## Роли в театре
- «Кремлёвские куранты» Н. Погодина — Сталин

## Фильмография

C. Л. Гольдштаб в роли И. В. Сталина

1. 1937 — Ленин в Октябре — Сталин
2. 1941 — Первая конная — Сталин
3. 1942 — Его зовут Сухэ-Батор — Сталин
4. 1942 — Александр Пархоменко — Сталин
5. 1943 — Пропавший без вести